# Callicista socorroica
Callicista socorroica är en fjärilsart som beskrevs av Vázquez 1958. Callicista socorroica ingår i släktet Callicista och familjen juvelvingar. Inga underarter finns listade i Catalogue of Life.